# Cantores Minores
Helsinki domkirkes drengekor, Cantores Minores  er det ældste [kilde mangler] drengekor i Finland. Koret blev grundlagt i 1952 af Tarmo Nuotio og Ruth Esther Hillilä. Siden 2005 har lederen af koret været Hannu Norjanen. Korets  repertoire inkluderer musik fra middelalderen til nutiden, men frem for alt musik af Johann Sebastian Bach. Republikkens præsident Sauli Niinistö er den permanente værge af kor. 

## Lederne af koret
- 1952–1954: Ruth-Esther Hillilä
- 1954–1958: Peter Lacovich
- 1959–1960: Harald Andersén
- 1960–1962: Peter Lacovich
- 1962–1987: Heinz Hofmann
- 1987–2004: Christian Hauschild
- 2005– : Hannu Norjanen